# Davidius
Davidius – rodzaj ważek z rodziny gadziogłówkowatych (Gomphidae).

## Podział systematyczny
Do rodzaju należą następujące gatunki:

- Davidius aberrans (Selys, 1873)
- Davidius baronii Lieftinck, 1977
- Davidius chaoi Cao & Zheng, 1988
- Davidius davidii Selys, 1878
- Davidius delineatus Fraser, 1926
- Davidius fruhstorferi Martin, 1904
- Davidius fujiama Fraser, 1936
- Davidius kumaonensis Fraser, 1926
- Davidius lunatus (Bartenev, 1914)
- Davidius malloryi Fraser, 1926
- Davidius miaotaiziensis Zhu, Yan & Li, 1988
- Davidius moiwanus (Matsumura & Okumura in Okumura, 1935)
- Davidius monastyrskii Do, 2005
- Davidius nanus (Selys, 1869)
- Davidius qinlingensis Cao & Zheng, 1989
- Davidius squarrosus Zhu, 1991
- Davidius triangularis Chao & Yang, 1995
- Davidius trox Needham, 1931
- Davidius truncus Chao, 1995
- Davidius yuanbaensis Zhu, Yan & Li, 1988
- Davidius zallorensis Hagen in Selys, 1878
- Davidius zhoui Chao, 1995